# An Tour-tan embannadurioù
An Tour-tan Embannadurioù est une maison d'édition française.

## Historique
Association loi de 1901 sans but lucratif dans le Trégor, les éditions "An Tour-tan Embannadurioù", créées en 1980 par Job Kergrist, publient des ouvrages en langue bretonne ou en langue française. 
Les sujets, divers, vont de l'histoire de Bretagne (Abbaye de Koad Malouen…), à la poésie (An Tremener) en passant par la spiritualité catholique (Bible, vies de saints, Passion d'un prisonnier breton en Allemagne, psautiers, encycliques…). 